# Conor Coady
Conor Coady (ur. 25 lutego 1993 r. w Liverpoolu) – angielski piłkarz, występujący na pozycji defensywnego pomocnika lub środkowego obrońcy w angielskim Leicester City. W latach 2020–2022 reprezentant Anglii. Wychowanek Liverpoolu F.C..

## Kariera klubowa
Coady jest wychowankiem szkółki Liverpoolu, do której dołączył w 2001 roku. W roku 2010 został kapitanem drużyny do lat 18. W sezonie 2010/2011 dwukrotnie siadał na ławce rezerwowych w meczach pierwszej drużyny (przeciw Sparcie Praga w Lidze Europy oraz przeciw Birmingham City w Premier League), jednak nie został wpuszczony na boisko. Przed sezonem 2011/2012 Coady po raz pierwszy wziął udział w obozie przygotowawczym drużyny seniorów na Dalekim Wschodzie. W spotkaniu sparingowym z chińską drużyną Guangdong Sunray Cave Coady zaliczył zarówno swój nieoficjalny debiut w pierwszym zespole, jak i pierwszą bramkę. Pomimo tego cały sezon spędził z drużyną rezerw (U-21) występując we wszystkich meczach ligowych (Premier Reserve League North, 2. miejsce), jak i na arenie europejskiej (NextGen Series, 3. miejsce).
W nowym sezonie, po przesunięciu Andre Wisdoma do pierwszej drużyny, Coady przejął po nim opaskę kapitańską w drużynie rezerw. 8 listopada 2012 roku dziewiętnastolatek otrzymał szansę gry w podstawowym składzie w grupowym spotkaniu Ligi Europy z Anży Machaczkała. Większość sezonu ponownie spędził w drużynie rezerw, jednak w przedostatniej kolejce zaliczył swój ligowy debiut, pojawiając się na boisku w końcówce meczu z Fulham.
Przed sezonem 2013/2014 ogłoszono półroczne wypożyczenie młodego pomocnika do Sheffield United, klubu z League One, które następnie przedłużono do końca sezonu. Z zespołem z Sheffield Coady dotarł do półfinału Pucharu Anglii.
Na początku sierpnia 2014 roku ogłoszono, że Coady podpisał trzyletni kontrakt z Huddersfield Town, drużyną występującą w Championship.

### Statystyki
Aktualne na dzień 28 maja 2019 r.
| 2012/13            | Liverpool               | Premier League     | 1   | 0 | 0  | 0 | 0  | 0 | 1 | 0 | 2   | 0  |
| 2013/14            | Sheffield United (wyp.) | League One         | 39  | 5 | 8  | 1 | 1  | 0 | — | — | 50  | 6  |
| 2014/15            | Huddersfield            | Championship       | 45  | 3 | 1  | 0 | 2  | 0 | — | — | 48  | 3  |
| 2015/16            | Wolverhampton Wanderers | Championship       | 37  | 0 | 1  | 0 | 1  | 0 | — | — | 39  | 0  |
| 2016/17            | Wolverhampton Wanderers | Championship       | 40  | 0 | 2  | 0 | 3  | 1 | — | — | 45  | 1  |
| 2017/18            | Wolverhampton Wanderers | Championship       | 45  | 1 | 1  | 0 | 2  | 0 | — | — | 48  | 1  |
| 2018/19            | Wolverhampton Wanderers | Premier League     | 38  | 0 | 6  | 0 | 2  | 0 | — | — | 46  | 0  |
| Łącznie w karierze | Łącznie w karierze      | Łącznie w karierze | 244 | 9 | 19 | 1 | 11 | 1 | 1 | 0 | 277 | 11 |

## Kariera reprezentacyjna
Urodzony w Liverpoolu zawodnik w reprezentacji kraju debiutował 8 kwietnia 2009 roku na poziomie U-16, kiedy to Anglia mierzyła się z Rosją. W lipcu tego samego roku, po rozegraniu czterech spotkań, Coady został włączony w skład reprezentacji do lat 17. W maju 2010 roku wziął z drużyną udział w Mistrzostwach Europy, które odbywały się w Liechtensteinie. Zespół, który prowadził jako kapitan, zajął wówczas pierwsze miejsce. W grudniu 2010 roku w związku z występami na juniorskim Euro został nominowany przez BBC do nagrody Młodej Sportowej Osobowości Roku (BBC Young Sports Personality of the Year). Począwszy od 2011 roku występował w reprezentacjach do lat 18 (2 spotkania, w tym 1 jako kapitan) i do lat 19 (12).
W 2012 roku wziął udział w Mistrzostwach Europy U-19. Podczas turnieju rozgrywanego w Estonii wystąpił w trzech meczach, zaś angielska reprezentacja odpadła w półfinale imprezy. Rok później został powołany na Mistrzostwa Świata do lat 20 w Turcji. Przed turniejem ogłoszono, że podczas młodzieżowego mundialu Coady sprawował będzie funkcję kapitana.